# 法羅群島LGBT權益
法羅群島的女同性戀、男同性戀、雙性戀與跨性別者在法律上大致和主權國一樣，都被視為合法，但不同的是法羅群島的同性婚姻與允許同性領養的立法進程皆比丹麥落後。法羅群島是丹麥的城邦，於1948年的一項自治法令以後成為海外自治領地，所以丹麥國會通過的法律在法羅群島並不適用。

## 同性性行為相關法律歷程
法羅群島最早在1933年出現有關同性性行為的法律，當時丹麥王國將同性戀者的同意年齡定為18歲，較異性戀者為高，而此法也適用於法羅群島。直到1988年，丹麥才將同性戀者的同意年齡定為與異性戀者相同的15歲。

## 同性伴侶關係
同性婚姻法案於2015年9月提出，2016年4月29日以19比14通過並送出議會。2017年4月25日丹麥議會以108同意、0反對、71棄權的比數批准該法案，並於5月3日獲得御准，法案中亦包含同志收養權。5月30日法羅群島議會通過允許當地教會不須替同志情侶祝婚的法案修正，而同性婚姻自2017年7月1日生效。
法羅群島第一場同性婚姻於2017年9月6日舉辦。

## 歧視與仇恨罪保護
法羅群島歷史上鮮有公開歧視同性戀者的行為。但在2006年，一位已出櫃的25歲音樂家與電台主持人，拉斯穆斯·拉斯穆森（Rasmus Rasmussen）在法羅群島首府托爾斯港遭5名男子毆打成傷。法羅群島議會因而在同年12月15日，以17-15票通過將性傾向納入《反歧視法》保護之下。

## 概況
| 同性性行為合法化                                         | Yes                |
| 同意年齡平等化                                           | Yes                |
| 職場上的反歧視法令保護                                   | No                 |
| 商業服務上的反歧視保護                                   | No                 |
| 反歧視法適用於所有領域（包括仇恨言論）                   | Yes                |
| 同性婚姻                                                 | No                 |
| 承認同性伴侶關係                                         | No                 |
| 同性領養                                                 | No                 |
| 同性戀者得合法公開在軍隊服務                             | 丹麥軍隊負責防禦。 |
| 變更法律性別權利                                         | Yes                |
| 已婚或伴侶關係穩定之女同性戀者進行體外人工受精之合法管道 | No                 |
| 允許男男性接觸者（MSM）捐血                              | No                 |